# Kasteel van Aucors
Het Kasteel van Aucors (Frans: Château d'Aucors) is een kasteel nabij Beaussac in de Franse gemeente Mareuil en Périgord. Het kasteel is een beschermd historisch monument sinds 1948.